# Nathan Grossman
Nathan Grossman, född 10 november 1990, är en svensk dokumentärfilmare och fotograf. 
Grossman har studerat på Stockholms Dramatiska Högskola och Columbia University. Han började sin karriär som fotograf på Rolling Stone India innan han började arbeta med dokumentärfilm. 
2015 regisserade Grossman den virala YouTube-filmen The Toaster Challenge med cyklisten Robert Förstemann. 2017 producerade han Köttets Lustar för SVT med Henrik Schyffert, serien nominerades till Kristallen för årets faktaprogram.
Grossman dokumenterade klimataktivisten Greta Thunbergs klimatstrejk i dokumentären Greta. Filmen vann Guldbaggen för årets bästa dokumentärfilm.
2024 regisserade Grossman dokumentären Skuldfeber, om Riksbankens lågräntepolitik under 2010-talet.